# من خیلی دلگیرم (ترانه مایکل جکسون)
«من خیلی دلگیرم» (انگلیسی: I'm So Blue) آهنگی از مایکل جکسون هنرمند آمریکایی است. این آهنگ ابتدا در سال ۱۹۸۷ در طول جلسات ضبط اولیه در هفتمین آلبوم استودیویی جکسون، بد، ضبط شد اما هرگز به پایان نرسید و از آلبوم کنار گذاشته شد. این آهنگ بعداً در بد ۲۵، بیست و پنجمین سالگرد انتشار مجدد آلبوم بد، گنجانده شد.